# انزلاق غضروفي
الانزلاق الغضروفي أو انفتاق القرص أو الفَتْق الطَبَقيّ أو الانْقِرَاصُ (بالإنجليزية: Spinal disc herniation) هي حالة تظهر بسبب حدوث مشكلة ضمن أحد الأقراص (الوسائد المطاطية)في الفقرات العنقية، التي تفصل فقرات العمود الفقري. هذه الاقراص تشبه أقراص الدونت المحشوة حيث تتكون من شريط خارجي يشبه الإطار يدعى الحلقة الليفية تحتوي مادة تشبه الهلام، تدعى النواة اللبية. و مع وجود ضغط كافي على هذه الاقراص قد يندفع المحتوى الهلامي الداخلي للقرص من خلال تصدعات أو نقاط ضعف في الغلاف الخارجي، مما يؤدي إلى نفخ الجزء الضعيف المتصدع كبالون يبدو وكأنه يخرج من بين الفقرات ليضغط على الاعصاب في النفق الفقري، أو أن تتسرب النواة اللبية من خلال تمزق في الغلاف الخارجي للقرص. يمكن للقرص المنزلق أن يهيج جذور الاعصاب التي تخرج من النخاع الشوكي، مما يؤدي إلى ألام أو تنمل أو حتى ضعف في الذراع أو الساق. إلا أن العديد من الأفراد المصابون لا يعانون من أي أعراض، بل أن معظم من يعاني من الأعراض لا يحتاج لعملية جراحية لتصحيح المشكلة. يصاحب الانزلاق الغضروفي تقلص في المسافة البينية بين الفقرات.

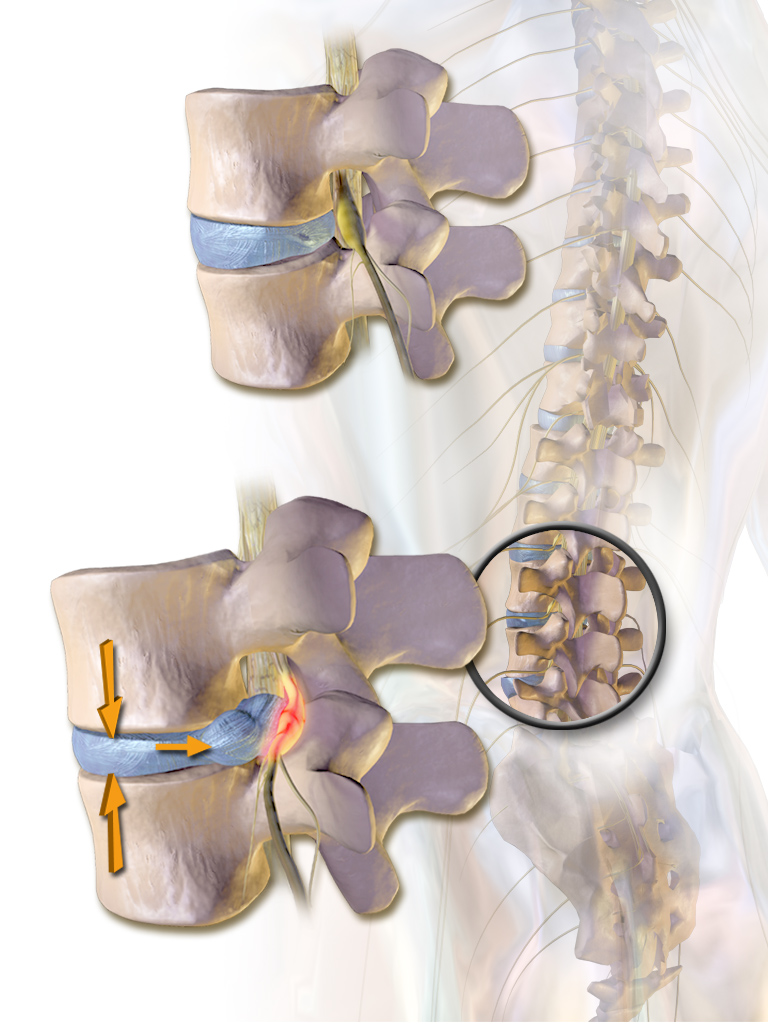
إنزلاق غضروفي.

## الأنواع والأعراض
يتكون العمود الفقري من فقرات عظمية تبدأ من العنق وتنهي بعظيمات متلاصقة بأسفل الحوض، وقد تم تقسيم فقرات العمود الفقري إلى 3 ثلاث مجموعات، تبدأ من الأعلى بفقرات العمود الفقري العنقية وهي مكونه من 7 فقرات تقابل منطقة العنق أو هي دعامة العنق و12 فقرات صدرية تقابل الصدر و5 فقرات قطنية تقابل البطن و5 فقرات عجزية و 4 فقرات عصعصية تقابل الحوض حتى نهايته من الأسفل، وقد يتشابه العرض مع أمراض عصبية عدة ومنها ضيق القناة العصبية الشوكية العنوقية أو القطنيه ولا يمكن تشخصيها إلا من قبل مستشفى متقدم.

## الانزلاق الغضروفي العنقي
يحدث الانزلاق الغضروفي العنقي في الفقرات العنقية، حيث يشكو المريض من ألم في العنق.
- -الأعراض: أعراض الانزلاق الغضروفي العنقي تشمل:

-ألم حاد في العنق يكون أما على جانب واحد أو على الجانبين من الرقبة.
-ألم حول لوح الكتف.
- قد يزداد الألم عند العطس أو السعال أو الضحك أو التمدد.
- قد يزداد الألم عند القيام بتحريك الرأس أو عند ثني العنق.
- تيبس عضلات الرقبة وصعوبة تحريكها بسبب الألم.

## الانزلاق الغضروفي القطني
-الأعراض:
-ألم غضروفي شديد أسفل الظهر وقد يمتد الألم إلى قاعدة المؤخرة والساقين.
-الشعور بتقلصات حادة في عضلات المؤخرة أو الرجلين عند المشي.
- قد يزداد الألم عند العطس أو السعال أو الضحك أو التمدد.
-الشعور بالخذر والنمنمة في الأطراف السفلية.
-عدم القدرة على الوقوف لفترة طويلة أو المشي لمسافات طويلة.
-ضعف القدرة على التحكم في عمل المثانة (تبول لا إرادي في الحالات الشديدة).

## الانزلاق الغضروفي الصدري
- -الأعراض:

-ألم في الظهر وقد يشع إلى القفص الصدري والضلوع.
-قد تتأثر العضلات التي تساعد على التنفس ما قد يعاني من ضيق في التنفس.
-قد يزداد الألم عند العطس أو السعال أو الضحك أو التمدد.

-قد يصاحب المريض تعب نفسي وينصح المريض اخذ بعض الأدوية المهدئة للأعصاب[بحاجة لمصدر]

## عرق النسا
- -الأعراض:

-الألم قد تكون متوسطة إلى شديدة تنتشر في أسفل الظهر، ردف، والساق والقدم.
-الشعور بالخدر والتنمل.
- ضعف العضلات.
- صعوبة في القيام بالحركة.مثل الوقوف أو المشي.

### الأسباب
يوجد بين الفقرات العظمية غضاريف تعمل على تقليل الضغط على الأعصاب الفرعية وتسهل حركة الفقرات العظمية عند القيام بتغيرات وضعية الجسم مثل الوقوف والانحناء، حيث أن تلك الغضاريف تحتوي على مادة جيلاتينية وقد تتطور الحالة بحيث ينفجر الغضروف بعد انزلاقه مما يتطلب العلاج الجراحي لمنع المضاعفات المترتبة على ما حدث من تهيج للأعصاب واختلال وظيفة بعض عضلات الجسم، ومن الأسباب الشائعة لحدوث الانزلاق الغضروفي هي:
- - ضعف عضلات العنق والظهر: التي تعد الداعم الأساسي في العمود الفقري قد تحدث انزلاق للغضاريف الموجودة بين الفقرات العظمية العنقية والقطنية، وقد يكون سبب ضعف عضلات العنق والظهر يعود إلى أسباب وراثية أو حياتية أي النمط الحياتي الغير صحي وطبيعية العمل عند البعض وقلة ممارسة الرياضة والبدانة وإصابات العمود الفقري.
- - فتق الأقراص:يحدث الانفتاق عندما يتمزق أو يتشقق الشريط الخارجي للقرص وتتسرب المادة الشبيهة بالهلام إلى الخارج، مما يشكل ضغطاً على القناة الشوكية أو الجذور العصبية. علاوة على ذلك تفرز النواة مواد كيماوية تسبب تهيج الأعصاب المحيطة مما يؤدي إلى الالتهاب والألم. وتحدث معظم حالات انفتاق (انزلاق) الأقراص القطنية نتيجة لشد مفاجئ كما يحدث في الحوادث. وربما يحدث ذلك تدريجياً، على مدى أسابيع أو حتى أشهر. وفيما يلي عوامل الخطر التي يمكن أن تساهم في إمكانية حدوث انفتاق للقرص.
- -التقدم في السن: عندما نتقدم في السن، تجف الأقراص تدريجياً، فتفقد قوتها ومرونتها.

اختيارات نمط الحياة.
- -حمل الأشياء الثقيلة:ومن شأن الوضعية غير السليمة أو الرفع أو اللف بطريقة غير صحيحة و/أو متكررة أن يشكل إجهاداً إضافياً على الفقرات القطنية.
- -قلة ممارسة الرياضة: يعتبر عدم القيام بتمارين بصفة منتظمة، عدم تناول طعام متوازن، الزيادة في الوزن، والتدخين من العوامل التي تساهم في الإضرار بصحة القرص.

## التشخيص
تشمل عملية التشخيص ما يلي:
- التاريخ الطبي: ويكون على مناقشة التاريخ الصحي وشكوى المريض وطبيعة عمل المريض وحياته.
- الفحص البدني. كفحص الأستجابة العصبية وردود الفعل العضلات، وقد يطلب من المريض أن يقف على أطراف اصابع قدميه وهذا صعب في حالة وجود انزلاق عضروفي قطني، ويمكن أن يشخص الانزلاق الغضروفي العنق بمحاولة ثني الرأس إلى أسفل مع الضغط على الرأس من أعلى مما قد يحدث ألم شديد في العنق وتيبس في عضلات سيقوم أحد أخصائيي العمود الفقري لدينا بفحصك بعناية لبحث حدود حركتك، ومشاكل الاتزان، والألم أثناء ذلك الفحص، سنبحث أيضاً وجود فقدان في رد الفعل المنعكس في الأطراف، ووهن العضلات، وفقدان الإحساس، أو علامات أخرى لتلف العمود الفقري.
- اختبارات التصوير بالأشعة والتخطيط. وتشمل:

-التصوير بالأشعة السينية «أشعة إكس» مع الصبغات.
-التصوير بموجات الرنين المغناطيسي.
-التصوير بالأشعة المقطعية.
-تخطيط كهربية العضل (Electromyography-EMG).

### العلاج
يمكن استخدام مجموعة من العلاجات المتتابعة مع معظم مرضى انفتاق الأقراص:

## العلاج الجراحي
إذا ظل المريض - بعد العلاجات غير الجراحية - يعاني من ألم غير محتمل، أو كانت هناك شواهد على وجود عجز عصبي (مثل الوهن في عضلات بطة الساق) فمن الممكن أن نوصي بإجراء جراحة لعلاج انفتاق القرص.
وتتضمن الجراحة في العادة إزالة جزء من القرص التالف أو إزالته بالكامل، لتخفيف الضغط على العصب وألم الساق. ويسمى ذلك استئصال القرص. نقوم بهذا الإجراء كثيراً باستخدام الطرق الأقل بضعاً. يتم في الجراحة الأقل بضعاً عمل شقوق صغيرة واستخدام تقنيات متخصصة مثل الميكروسكوبات والمناظير الداخلية («كاميرات فيديو دقيقة»). وفي العديد من الحالات تؤدي طرق استئصال الأقراص الميكروسكوبية والطرق الأقل بضعاً إلى معافاة أسرع للمرضى مقارنة بالطرق التقليدية، وذلك لأنها تقلل من الرضح الذي تتعرض له العضلات وتقلل فقدان الدم أثناء الجراحة.
ونادراً ما تكون هناك حاجة إلى إجراء دمج بين الفقرات في حالة انفتاق القرص للمرة الأولى. وعند الضرورة، يمكن ملء الحيز الذي يخلفه إزالة القرص باستخدام طعم عظمي - قطعة صغيرة من العظم تؤخذ عادة من ورك المريض. ويستخدم الطعم العظمي أو بديل العظم لوصل الفقرات أو دمجها بعضها ببعض. وفي بعض الحالات، يمكن استخدام أدوات ذات تصميم خاص (مثل القضبان أو اللوالب) لتحفيز الدمج وإضفاء الثبات على العمود الفقري.
وبالإضافة إلى استئصال القرص، ربما تكون هناك حاجة إلى إزالة جزء من العظم المغطي للعصب. ويطلق على ذلك الإجراء بضع الثقب.
يمكن لمعظم المرضى مغادرة الفراش في نفس اليوم الذي أجريت فيه الجراحة. ويزاد النشاط تدريجياً بحيث يتمكن المريض عادة من العودة إلى منزله في غضون 24 ساعة بعد ذلك الإجراء، تبعاً لمدى الجراحة. وقد يخلف ذلك الإجراء بعده بعض الألم.
وعند العودة للمنزل، يحتاج المريض لمواصلة الراحة. وستعطى تعليمات عن كيفية زيادة نشاطك تدريجياً. وربما تحتاج إلى تناول العقاقير المضادة للألم لبعض الوقت. ولكن ينبغي أن يبدأ كل من الألم والإزعاج في الانخفاض في غضون أسبوع أو أسبوعين بعد الجراحة. وسنناقش معك طرقاً أخرى لتقليل الألم وزيادة المرونة قبل العودة لمنزلك. كما سنناقش معك أيضاً الإطار الزمني المتعلق بموعد استئناف الأنشطة الأساسية مثل المشي، والقيادة، ورفع الأشياء الخفيفة، وموعد عودتك للأنشطة الأكثر تقدماً مثل العمل، والرياضة، وأعمال الفناء.

## معرض صور

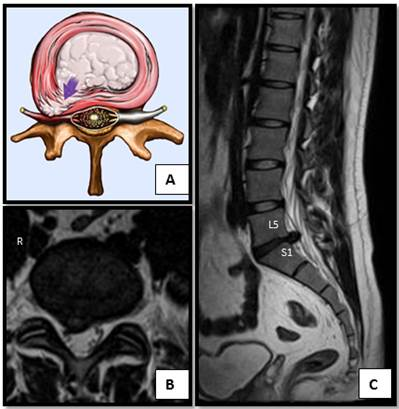
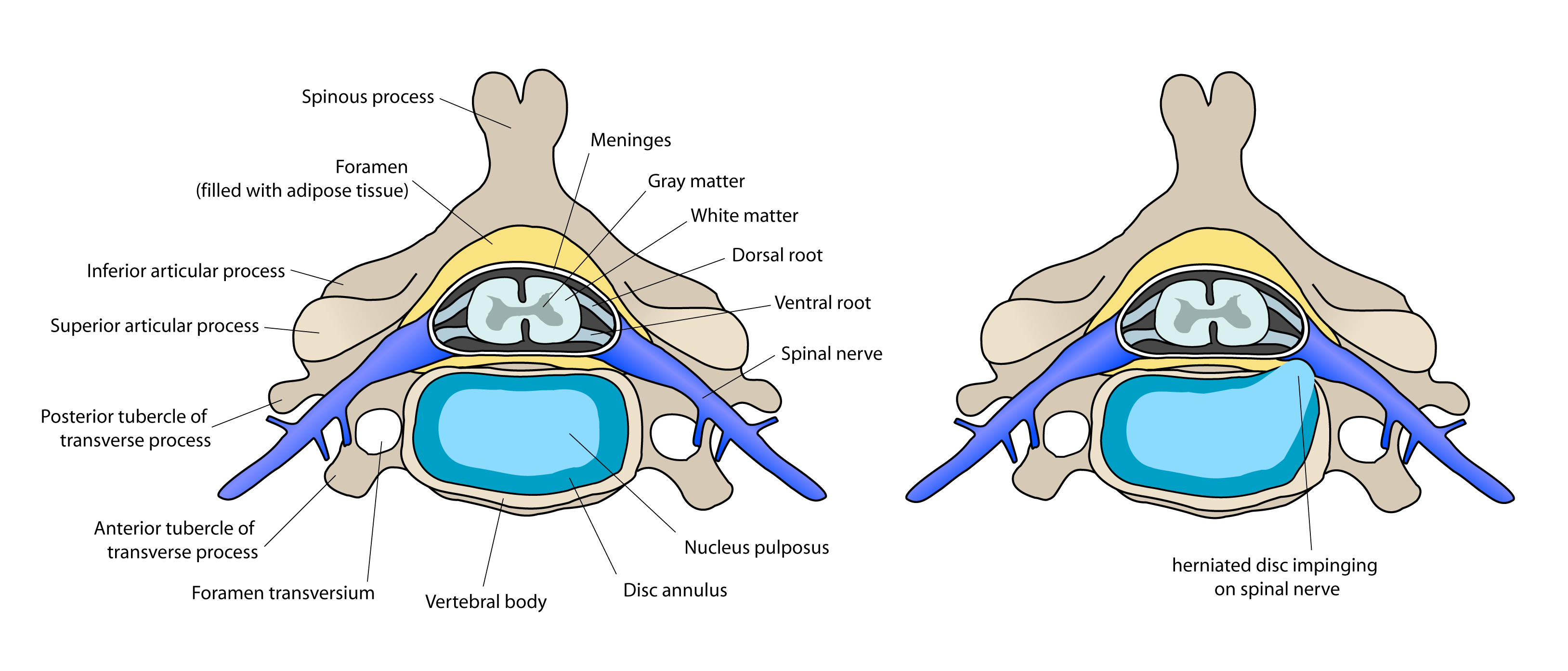
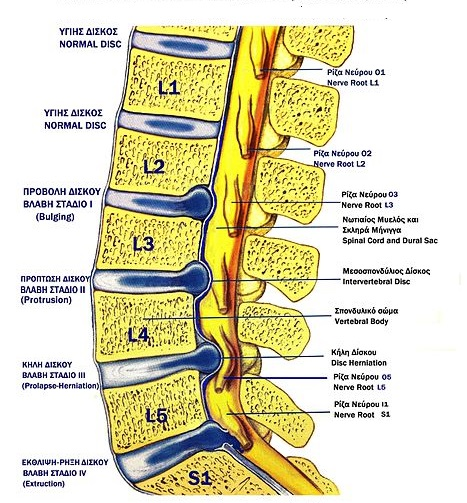

## وصلات خارجية
- خيارات علاج الانزلاق الغضروفي في الرقبة
- Herniated Nucleus Pulposus في موقع إي ميديسين
- Herniated Disc - ويبمد
- Low Back Pain with Sciatica Infographic, information on spinal disc herniations - مستشفى ماونت سيناي (مانهاتن)